# The Breach
The Breach is de 21e aflevering van het tweede seizoen van de Amerikaanse sciencefictiontelevisieserie Star Trek: Enterprise. Het is de 45e aflevering van de serie, voor het eerst uitgezonden in 2003.

## Verhaal
Drie bemanningsleden van de USS Enterprise zijn op de planeet Xantoras om drie Denobulaanse wetenschappers te redden. De nieuwe regering eist namelijk dat alle buitenaardse wezens de planeet verlaten. De wetenschappers weten dit echter niet omdat zij zich in een diepe grot bevinden waar geen communicatie mogelijk is. 
Ondertussen krijgt de Enterprise een noodoproep van een ruimteschip in nood. De piloot blijkt echter van een vijandelijk ras te zijn van de Denobulanen. Het probleem dat volgt is dat dokter Phlox grote moeite heeft deze patiënt te behandelen. Echter wil de Antarraanse piloot niet behandeld worden door Phlox. Kapitein Jonathan Archer neemt daar geen genoegen mee en verwacht dat de twee hun van oudsher ontstane wantrouwen opzijzetten ten behoeve van het herstel van de gewonde piloot. Dit lijkt ijdele hoop, maar na een lang gesprek ontstaat uiteindelijk genoeg vertrouwen tussen de twee om de (succesvolle) behandeling op te starten. Uiteindelijk vliegt de piloot zelfs met dezelfde shuttle weg als de Denobulaanse wetenschappers, die inmiddels gered zijn door het verkenningsteam van de Enterprise.

## Achtergrondinformatie
- Dit is de enige aflevering van de gehele serie waarin een tribble voorkomt. Hij wordt gevoerd aan een ander dier van Dr. Phlox.

## Acteurs

### Hoofdrollen
- Scott Bakula als kapitein Jonathan Archer
- John Billingsley als dokter Phlox
- Jolene Blalock als overste T'Pol
- Dominic Keating als luitenant Malcolm Reed
- Anthony Montgomery als vaandrig Travis Mayweather
- Linda Park als vaandrig Hoshi Sato
- Connor Trinneer als overste Charles "Trip" Tucker III

### Gastrollen
- Henry Stram als Hudak

### Bijrollen

#### Bijrollen met vermelding in de aftiteling
- Mark Chaet als Yolen
- Laura Putney als Trevix
- D.C. Douglas als Zepht
- Jamison Yang als een bemanningslid

#### Bijrollen zonder vermelding in de aftiteling
- Solomon Burke junior als bemanningslid Billy
- Daphney Dameraux als een bemanningslid van de Enterprise
- Evan English als vaandrig Tanner
- Scott Hill als vaandrig Hutchison
- Aldric Horton als een bemanningslid van de Enterprise
- Aouri Makhlouf als een bemanningslid van de Enterprise
- Cricket Yee als een bemanningslid van de Enterprise

### Stuntmannen en stuntdubbels
- Shawn Crowder als stuntdubbel voor Connor Trinneer
- Kiante Elam als stuntdubbel voor Anthony Montgomery